# Фискальные марки Батума

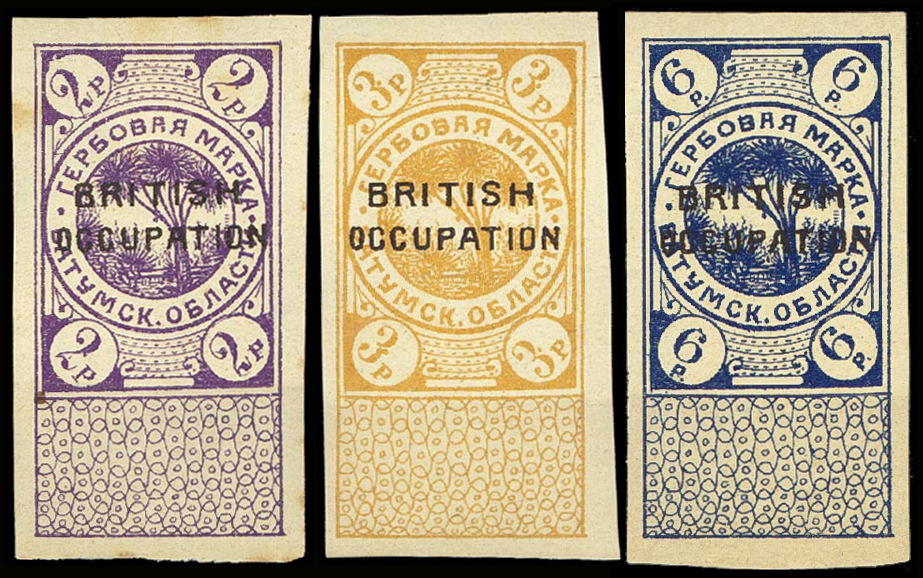
Гербовые марки Батума

Город Батум (ныне Батуми) на территории современной Грузии выпускал фискальные марки в 1918 году, находясь под британской оккупацией.
Вначале была выпущена серия из 7 гербовых марок номиналом от 20 копеек до 30 рублей, на которой позднее была сделана надпечатка англ. «BRITISH OCCUPATION» («Британская оккупация»).
Позднее на марке номиналом 20 копеек была сделана надпечатка нового тарифа «20 руб.» (20 рублей).